# Ústecký masakr

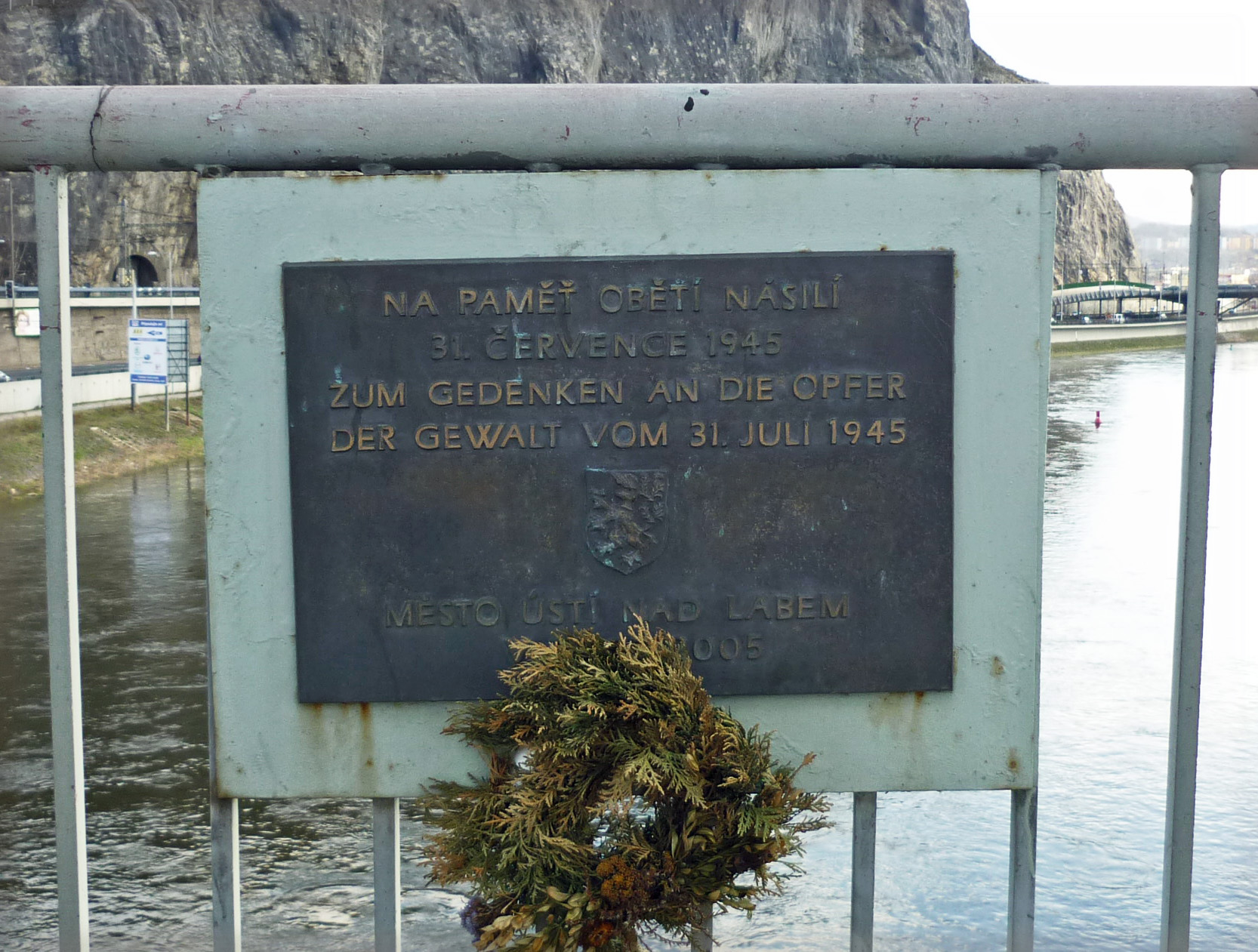
Památník obětem násilí v Ústí nad Labem

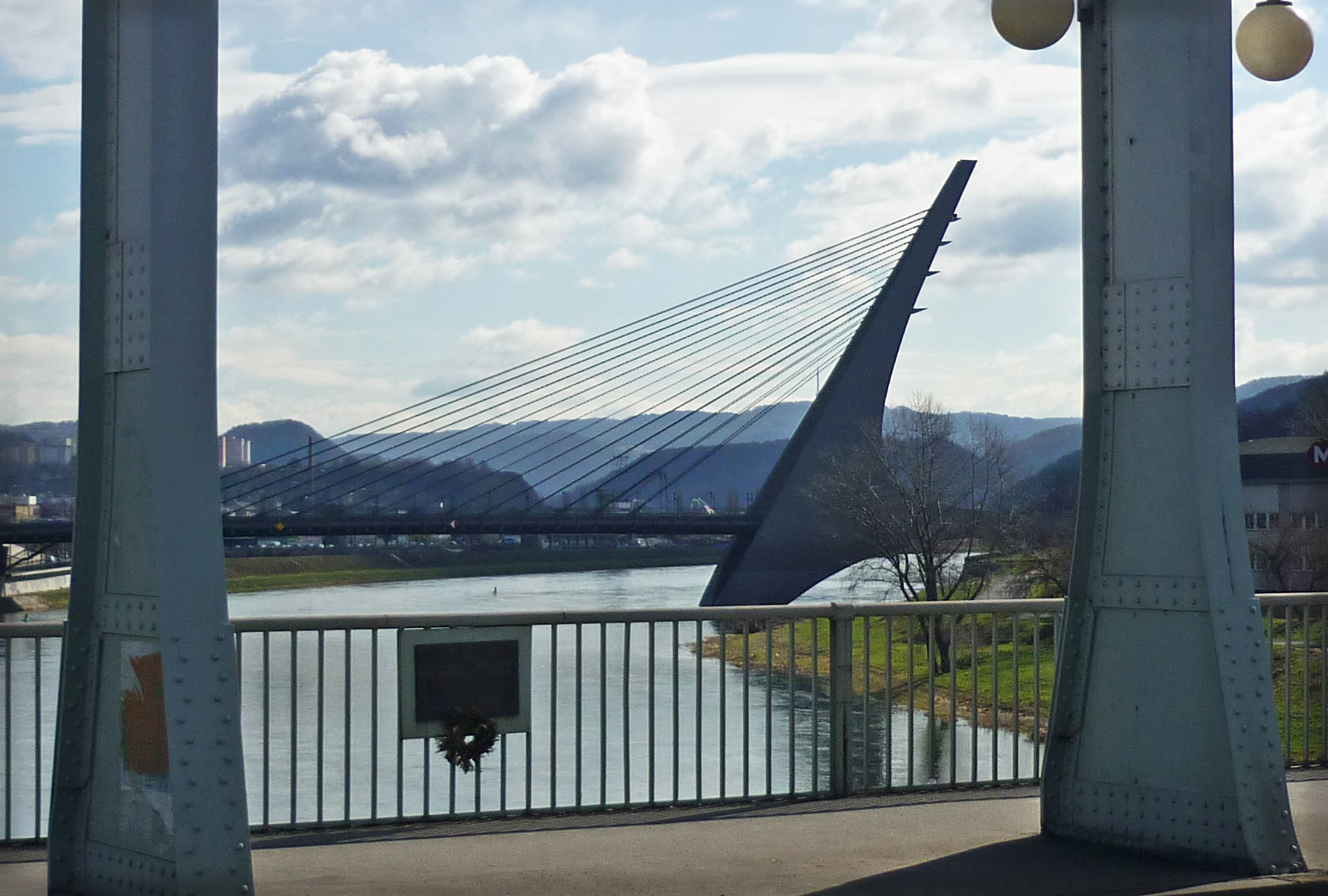
Most Dr. Edvarda Beneše

Jako Ústecký masakr (německy Massaker von Aussig) se označuje hromadná vražda německého obyvatelstva 31. července 1945 v Ústí nad Labem. Ze zločinů, ke kterým došlo v Československu po 2. světové válce na Němcích, patří k nejznámějším.

## Průběh a pachatelé
Po 15:30 dne 31. července došlo k sérii výbuchů v muničním skladě na předměstí Krásné Březno, které si vyžádaly 27 mrtvých a desítky raněných. Okamžitě poté vypukl na Mírovém náměstí, před hlavním nádražím, na Předmostí a na mostě přes Labe masakr německých obyvatel, kteří byli snadno identifikovatelní kvůli povinnosti nosit na ruce bílou pásku s písmenem „N“. Oběti byly tlučeny, stříleny, topeny v požární nádrži nebo shozeny z mostu E. Beneše do Labe a stříleny ve vodě. Počet mrtvých se odhaduje na 80-100, konkrétně doloženo je 43. V sudetoněmecké publicistice se objevují výrazně vyšší čísla, až 2700; nejsou však podložena následnými soupisy nezvěstných a jsou pochybná i z logistického hlediska.
Pachateli masakru byly především Revoluční gardy, část 28. pluku, a neznámá skupina civilistů, která do Ústí přijela krátce před masakrem.[zdroj?] Ústečtí Češi včetně předsedy MNV Josefa Vondry se naopak v řadě případů snažili obětem násilí pomoci, varovali další Němce a pokoušeli se zjednat na vládních orgánech nápravu situace v pohraničí.
Dne 1. srpna přijela do Ústí vyšetřovací komise v čele s gen. Ludvíkem Svobodou. Objasnit příčinu výbuchu se nepodařilo, ale gen. Svoboda z něj obvinil organizaci Werwolf.[zdroj?]
Dobová propaganda pak událost používala jako příklad záškodnické akce a argument pro nutnost odsunu Němců. Se Svobodou přijel do Ústí ministr vnitra Václav Nosek, který prohlásil na tiskové konferenci v ústeckém hotelu Palace:
| „ | „Ke katastrofě došlo v obvodu města, kde převážně bydlí český pracující lid... Musíme být tvrdí, ale nevinní nesmí trpět! Nestrpíme, aby řádila ulice, nýbrž usilujeme o to, aby vše šlo svým plánovitým chodem za součinnosti našich bezpečnostních orgánů v zájmu našeho národa a republiky... Vláda nás zmocnila, projednat zde - budou-li náznaky, že zdejší událost je dílem nacistů - ostřejší postup proti nim, proto zdejší okresní správní komise tento návrh vlády uváží, učiní sama rozhodnutí o jejich urychleném transferu a provede jej případně za spoluúčasti armády.“ | “ |
| — | |   |

Stejně jako Nosek, také generál Svoboda chápal výbuch muničního skladu a události v Ústí jako záminku k urychlenému odsunu Němců, které označil za pátou kolonu, a použil jako příklad vysídlení obyvatel povolžské německé republiky na Sibiř a do Střední Asie v roce 1941 po napadení Sovětského svazu nacistickým Německem:
| „                          | „Je nutno jednou pro vždy se vypořádat s pátou kolonou a můžeme si přitom za vzor dát Sovětský svaz, který byl jediný, kdo to v této válce bezpečně dokázal: jako příklad uvádím případ povolžské německé republiky, kam jedné noci bylo shozeno několik desítek německých parašutistů. Když všichni byli tamějšími Němci uschováni a nebyli vydáni ani na naléhavé výzvy Rudé armády, došlo k tomu, že tato povolžská německá republika 48 hodin po poslední výzvě přestala existovat a nikdy víc už existovat nebude.“ | “ |
| — (Předvoj, 4. srpna 1945) | |   |

Zpráva Krajské informační ústředny ministerstva informací v Ústí nad Labem, odeslaná ministru vnitra Noskovi 4. srpna 1945:
| „ | „Katastrofální požár provázený neustálými výbuchy vyburcoval obyvatelstvo Ústí nad Labem a celého okolí. Zatím co české obyvatelstvo bylo vylekané, bylo ve skupinách Němců lze pozorovat zřejmou škodolibost, jež byla někdy dokonce i doprovázena cynickými slovy. Provokační chování některých skupin německého obyvatelstva nezůstalo ovšem bez vlivu na náladu českého obyvatelstva... Incident vznikl nejprve na mostě Dr. Ed. Beneše, spojujícím Střekov s Ústím nad Labem. Několik svědků potvrzuje, že podnětem bylo volání jednoho Němce: Es lebe Deutschland! Hoch Deutschland! Muž, provolávající slávu Německu, byl shozen z mostu do Labe, a když podařilo se mu dosíci břehu, zastřelen, místo toho, aby byl zatčen a vyslýchán. Tento incident proměnil se brzo ve všeobecné lynčování Němců, přenesl se také do vnitřního města a přilehlých ulic. Při incidentech bylo také stříleno, a to jak civilisty, tak vojskem a Rusy. Přesný počet mrtvých a raněných není dosud zjištěn. Část vojska pěšího pluku 28 zúčastnila se aktivně incidentu s obušky a býkovci v rukou, čímž dodávala civilistům jen kuráže. Jakékoliv zákroky ze strany civilních úřadů byly vyloučeny, dokonce předseda místního národního výboru Vondra, který se pokusil lidi a vojsko chlácholit, byl málem ztýrán. Stejně vedlo se členům okresní správní komise a místního národního výboru.“ | “ |
| — | |   |

## Moderní zkoumání
Po sametové revoluci se masakrem zabýval ústecký archivář Vladimír Kaiser; naposled o něm publikoval v roce 2005 knihu s dalším ústeckým občanem Janem Havlem a německým historikem Otfriedem Pustejovskym. I když se nezachoval žádný přímý důkaz, spekulují o tom, že výbuch a masakr připravili s cílem zvýšit tlak na vysídlení Němců z Československa v souvislosti s probíhající postupimskou konferencí komunisté v československých tajných službách, jmenovitě štkpt. Bedřich Pokorný, vedoucí odboru obranného zpravodajství ministerstva vnitra, který dříve spoluorganizoval brněnský pochod smrti. (Kaiserova hypotéza publikovaná v létě 2000 , že motivem mohla být snaha západních mocností zničit letecké motory Daimler-Benz DB 605 rovněž uložené ve skladu, byla odmítnuta, mj. Jiřím Loewym, jako nedoložená a nelogická .)
31. července 2005 ústecký primátor odhalil na mostě pamětní desku s česko-německým nápisem „Na paměť obětem násilí z 31. července 1945“.

## Souvislosti

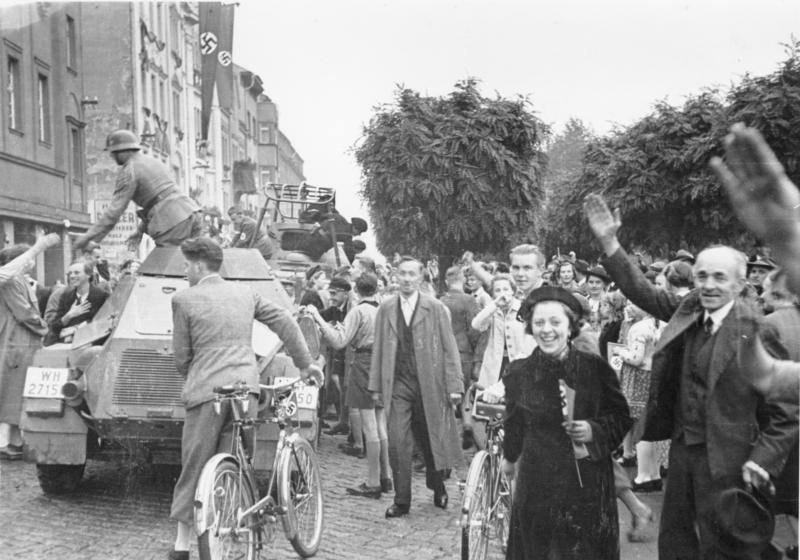
Němečtí obyvatelé Ústí nad Labem vítají vojáky nacistického Německa v říjnu 1938

Během požáru byla v krásnobřezenském skladu zničena obrovská zásoba leteckých motorů Daimler-Benz DB 605, určených především pro stíhací letoun Messerschmitt Bf 109. Na území Československa se však nacházelo v různém stádiu rozpracovanosti a poškození množství draků pro tento letoun, které umožňovalo jeho poválečnou výrobu. Jako přímý důsledek událostí v Ústí nad Labem musel být tedy do letadla montován jiný motor a takto nově vzniklý letoun se vyráběl pod označením Avia S-199.